# Gheorghe Simionov
Gheorghe Simionov (Caraorman, 4 giugno 1950) è un ex canoista rumeno.

## Palmarès

### Olimpiadi
- 1 medaglia:
  - 1 argento (Montréal 1976 nel C-2 1000 m)

### Mondiali
- 10 medaglie:
  - 3 ori (Berlino Est 1966 nel C-2 10000 m; Copenaghen 1970 nel C-2 10000 m; Belgrado 1971 nel C-2 500 m)
  - 5 argenti (Tampere 1973 nel C-2 500 m; Città del Messico 1974 nel C-2 500 m; Belgrado 1975 nel C-2 1000 m; Belgrado 1978 nel C-2 1000 m; Belgrado 1978 nel C-2 10000 m)
  - 2 bronzi (Belgrado 1978 nel C-2 500 m; Duisburg 1979 nel C-2 1000 m)